# Parc provincial Bonnechère River
Le Parc provincial Bonnechère River (anglais : Bonnechere River Provincial Park) est un parc provincial de l'Ontario situé dans le comté de Renfrew. Il protège une section de 23 km de la rivière Bonnechère, entre le parc provincial Algonquin et le parc provincial Bonnechère. 